# Nathan Júnior
Nathan Júnior (nacido el 10 de marzo de 1989) es un futbolista brasileño que se desempeña como delantero.

## Trayectoria

### Clubes
| Club             | País     | Año         |
| ---------------- | -------- | ----------- |
| Skonto Riga FC   | Letonia  | 2008 - 2012 |
| JFK Olimps Riga  | Letonia  | 2008        |
| Kapfenberger SV  | Austria  | 2012        |
| FC Dila Gori     | Georgia  | 2012 - 2013 |
| FC SKA-Jabarovsk | Rusia    | 2013 - 2015 |
| Tondela          | Portugal | 2015 - 2016 |
| Al-Fateh         | Brasil   | 2016 - 2017 |
| Tokushima Vortis | Japón    | 2018        |